# Groupe de bombardement Lorraine
Ne doit pas être confondu avec Escadron de chasse 3/30 Lorraine.
Le groupe de bombardement Lorraine est une unité militaire des Forces aériennes françaises libres constituée pendant la Seconde Guerre mondiale. Formé de personnels de l'Armée de l'air s'étant ralliés à la France libre en 1940, le groupe prend part aux combats en Afrique et au Proche-Orient avant de s'illustrer plus particulièrement sur le front occidental, participant notamment à la destruction des rampes de lancement de V1 et au soutien aérien du débarquement de Normandie. Après la guerre, l'unité se spécialise en reconnaissance et en chasse de nuit avant d'être dissoute en 1953.

## Création et différentes dénominations
- novembre 1940 : Groupe réservé de bombardement n° 1
- 24 septembre 1941 : le GRB 1 devient le Groupe de bombardement n° 1 "Lorraine"
- 7 avril 1943 : le GB "Lorraine" est intégré au commandement de la Royal Air Force sous le nom de No.342 Squadron
- 1946 : Groupe de bombardement 1/20 "Lorraine"
- 1946 : groupe de reconnaissance 1/31
- 1er octobre 1949 : Groupe mixte de reconnaissance et de chasse de nuit
- 1er avril 1951 : Groupe de chasse de nuit 1/31

## Historique

### Constitution et premiers combats
Après l'armistice du 22 juin 1940, de nombreux soldats, sous-officiers et officiers de l'Armée de l'air se rallient à la France libre et commencent à combattre en des lieux et unités divers, notamment en Afrique-Équatoriale française (AEF). En novembre 1940, le général de Larminat, Haut-Commissaire de la France libre pour l'AEF,  met sur pied le Groupe réservé de bombardement no 1 (GRB1) et place à sa tête le capitaine Jean Astier de Villatte. Composé de deux escadrilles basées à Fort-Lamy au Tchad et à Maiduguri au Nigéria, le GRB1 assure notamment la couverture aérienne de la colonne Leclerc lors de la bataille de Koufra au début de l'année 1941. Renommée Groupe de bombardement no 1 (GB1) en mars 1941, l'unité participe à la campagne d'Afrique de l'Est en Abyssinie et en Érythrée. Il est ensuite déplacé à Damas en compagnie du Groupe de Bombardement no 2 (GB2),,.

### Le Lorraine
Le 24 septembre 1941, sous l'impulsion de Lionel de Marmier, le GB1 et le GB2 fusionnent pour former une nouvelle unité qui prend l’appellation de Groupe de bombardement no 1 Lorraine et est équipé du bombardier Blenheim. En novembre et décembre 1941, le Lorraine opère aux côtés de la Royal Air Force en Libye contre les colonnes de l'Afrikakorps. Puis il retourne en Syrie où ses deux escadrilles Metz et Nancy sont respectivement basées à Rayak et Damas. Le groupe est alors chargé de missions de convoyage et de surveillance sur la côte méditerranéenne. Destiné ensuite à servir sur le front occidental, le groupe Lorraine embarque à Suez en octobre 1942 en direction de l'Angleterre,,.

### Au sein de la Royal Air Force

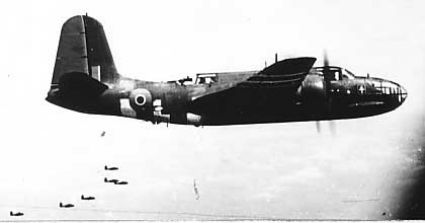
Un bombardier Boston et une formation du groupe de bombardement Lorraine en mission.

Débarqué à Greenock le 1er janvier 1943, le personnel du groupe est envoyé en stage dans diverses écoles d'aviation britanniques. Le 7 avril 1943, sur la base de West Raynham dans le Norfolk, le groupe est reconstitué et intégré au sein de la Royal Air Force (RAF) sous l’appellation no 342 Squadron RAF mais conservant son appellation Lorraine pour les Forces aériennes françaises libres (FAFL). Subordonné à la 137e Wing RAF et équipé de Douglas Boston, il réalise des opérations de bombardement sur la France et les Pays-Bas, ciblant notamment les centrales électriques, les gares de triage et les sites de lancement de V1. Le 3 octobre 1943, le Lorraine est transféré sur la base d'Hartford Bridge et opère principalement sur la France. Il détruit entre autres le poste de transformation de Chevilly-Larue qui alimente toute la région parisienne en électricité. Au printemps 1944, le groupe se spécialise en bombardement de nuit,,.

### Libération de la France et avancée en Europe
Le 6 juin 1944, le groupe Lorraine fait partie de la composante aérienne du débarquement de Normandie. Tôt dans la matinée, il est chargé de répandre à très basse altitude des écrans de fumée pour masquer aux Allemands l'ampleur de l'invasion et permettre aux barges de débarquement de gagner la côte sans être prises pour cibles par le feu des batteries du mur de l'Atlantique (opération Smoke Screen qui consiste à déployer toutes les dix minutes un immense rideau de fumée au ras de la mer à l'aide de bombardiers Douglas Boston qui larguent des pots fumigènes). Lors de la bataille de Normandie, il s'attaque aux divisions blindées allemandes et participe à la réduction de la poche de Falaise en août 1944. En octobre 1944, le groupe est transféré en France et s'installe sur l'aérodrome de Vitry-en-Artois. Suivant l'avancée des troupes alliées en Europe, le Lorraine participe à la bataille des Ardennes, à la libération d'Arnhem et au bombardement des ponts sur le Rhin. Nouvellement équipé de B-25 Mitchell, le groupe s'installe aux Pays-Bas le 22 avril 1945 et effectue sa dernière mission de guerre le 2 mai 1945,,.
Le 28 mai 1945, le groupe de bombardement Lorraine reçoit la Croix de la Libération. Au cours du conflit, il a effectué plus de 3 000 sorties, déversant 2 500 tonnes de bombes et perdant 127 hommes. Le 10 juin 1945, il participe à un défilé aérien dans le ciel de Francfort puis, une semaine plus tard, au-dessus des Champs-Élysées en formant une croix de Lorraine avec ses appareils,,.

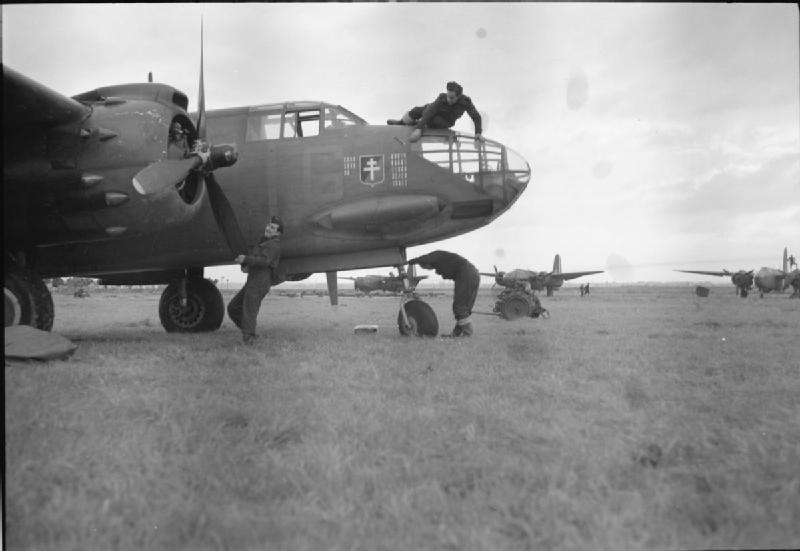
Douglas Boston du Groupe de bombardement Lorraine entre 1943 et 1945.

### Après-Guerre
Le 2 décembre 1945, le groupe Lorraine quitte le commandement de la RAF pour celui de l'Armée de l'air française. Basé en 1946 sur la base aérienne de Cambrai sous l'appellation de groupe de bombardement 1/20 "Lorraine", il devient ensuite groupe de reconnaissance 1/31 et se spécialise en chasse de nuit sur de Havilland DH.98 Mosquito. Basé au Maroc en octobre 1946, il devient Groupe mixte de reconnaissance et de chasse de nuit le 1er octobre 1949 puis, équipé de Météor NF11, Groupe de chasse de nuit 1/31 le 1er avril 1951. En 1952, il est déplacé sur la base aérienne de Tours et est dissous un an plus tard pour donner naissance à la 30e escadre de chasse qui hérite des traditions du groupe Lorraine,,.

## Commandants

### Commandants du GB Lorraine
- novembre 1940 - septembre 1941 : commandant Jean Astier de Villatte
- septembre 1941- octobre 1941 : capitaine Pierre Tassin de Saint-Péreuse
- octobre 1941 - décembre 1941 : commandant Édouard Corniglion-Molinier
- décembre 1941 : lieutenant-colonel Charles Pijeaud
- décembre 1941 - janvier 1942 : capitaine Pierre Tassin de Saint-Péreuse
- janvier 1942 - avril 1942 : capitaine Joseph Pouliquen
- Mai 1942 -  juin 1945 : capitaine  Lucien Brierre
- Juillet 1945  - mars 1952 : colonel Pierre Henri Faselblatt

### Chefs de groupe du GB Lorraine,No. 342 Squadron
- 7 avril 1943 - décembre 1943 : lieutenant-colonel Henry de Rancourt de Mimérand
- décembre 1943 - novembre 1944 : commandant Michel Fourquet
- novembre 1944 -  février 1945 : lieutenant-colonel Jacques Soufflet
- février 1945 -  juillet 1945 : commandant Gustave Mentré[6]
- 1945 - 1947 : commandant Jean-Louis Garot

### Chefs de groupe du Groupe de bombardement 1/20 "Lorraine"
- 1945 - 1946 : commandant Jean-Louis Garot

### Chefs de groupe du groupe de reconnaissance 1/31
- 1946 - 1947 : commandant Jean-Louis Garot

## Postérité et hommages
- À Brebières, dans le Pas-de-Calais, une avenue a été baptisée en l'honneur du groupe Lorraine[7]. Une stèle est également érigée à l'entrée de cette voie[8].
- Un monument commémoratif en l'honneur du groupe a été érigé sur l'aérodrome de Vitry-en-Artois[9].
- Sur Utah Beach, à Sainte-Marie-du-Mont, le groupe est mentionné sur le monument de la 1st engineer special brigade[10].
- À Arromanches-les-Bains, le groupe a donné son nom à une place sur laquelle figure également une stèle[11],[12].
- Au sein de l'ancienne base aérienne 112 Reims-Champagne était érigé un monument commémoratif au groupe Lorraine[13].
- Des Douglas Boston du groupe Lorraine sont visibles dans le film Le Chemin des étoiles[14]. L'équipe de tournage a en effet réalisé ses enregistrements sur divers aérodromes d'Angleterre dont celui ou était basé le groupe.
- L'écrivain Romain Gary a écrit certaines de ses œuvres alors qu'il était affecté au groupe Lorraine. Certaines, comme La Promesse de l'aube, font directement référence à l'unité et a des évènements vécus par l'auteur durant son service..
- Le groupe et ses actions sont évoqués dans le film éponyme tirés du roman de Romain Gary en 1970, ainsi que dans celui de 2017.

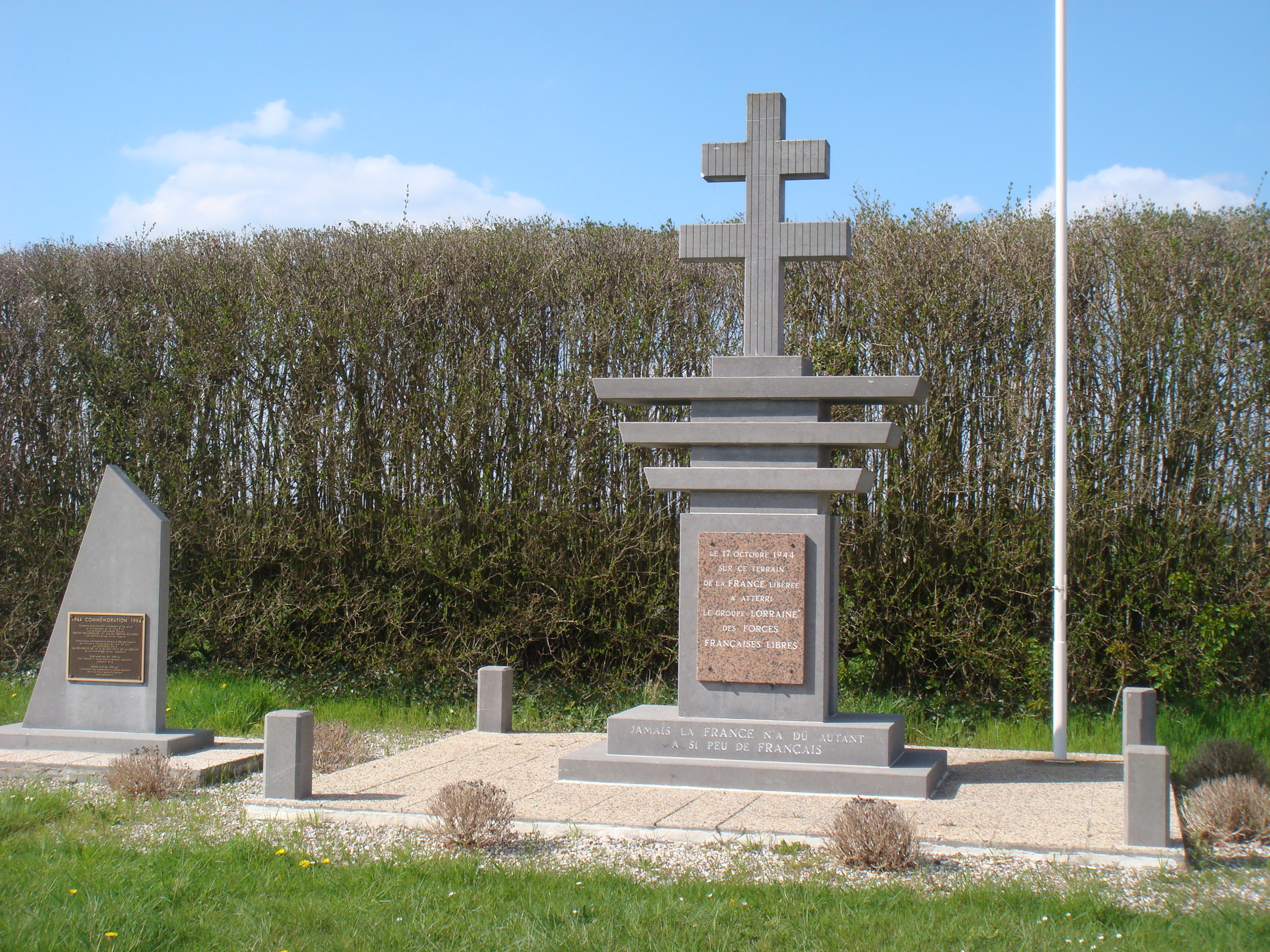
Monument commémoratif de Vitry-en-Artois.
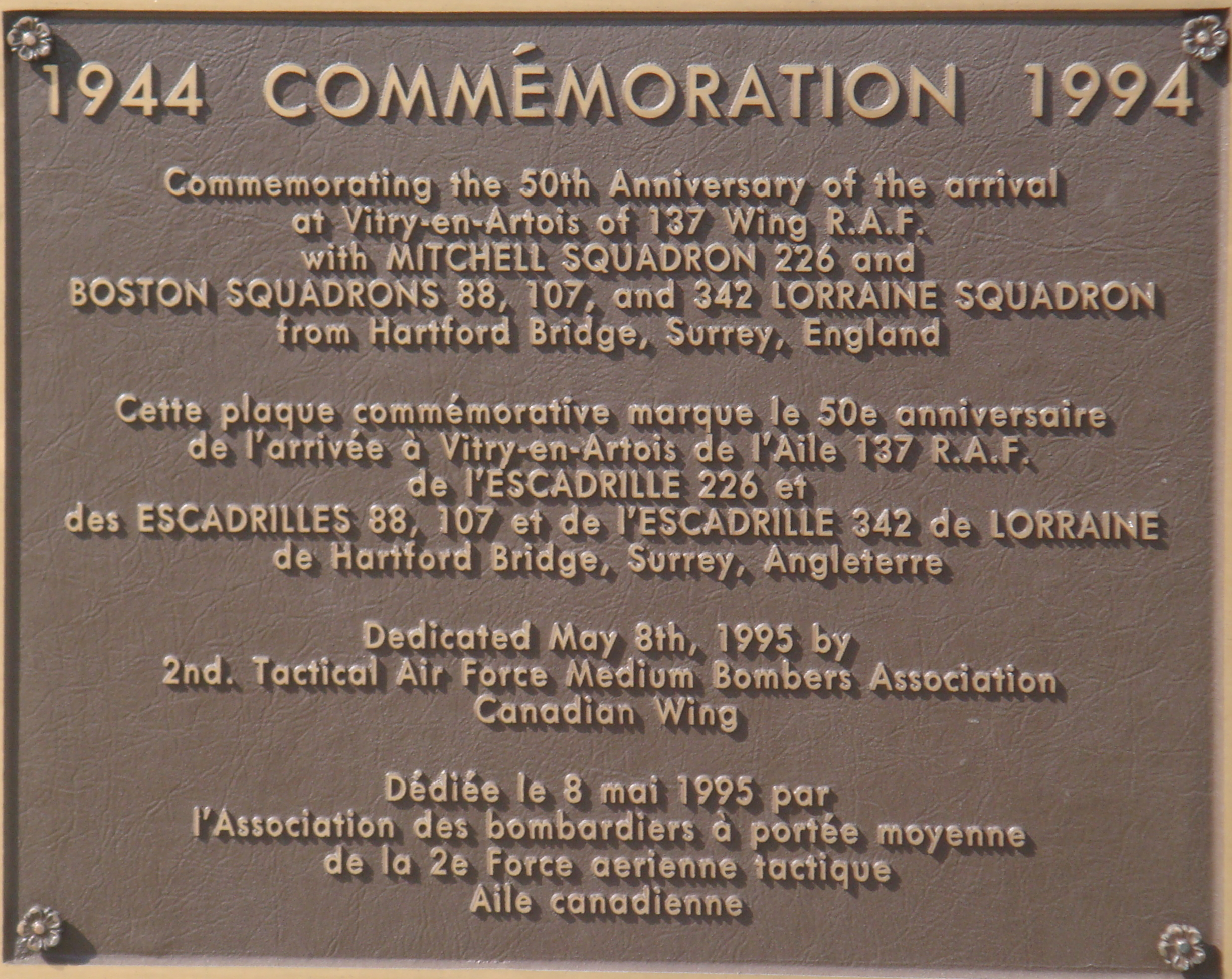
Autre vue du monument.
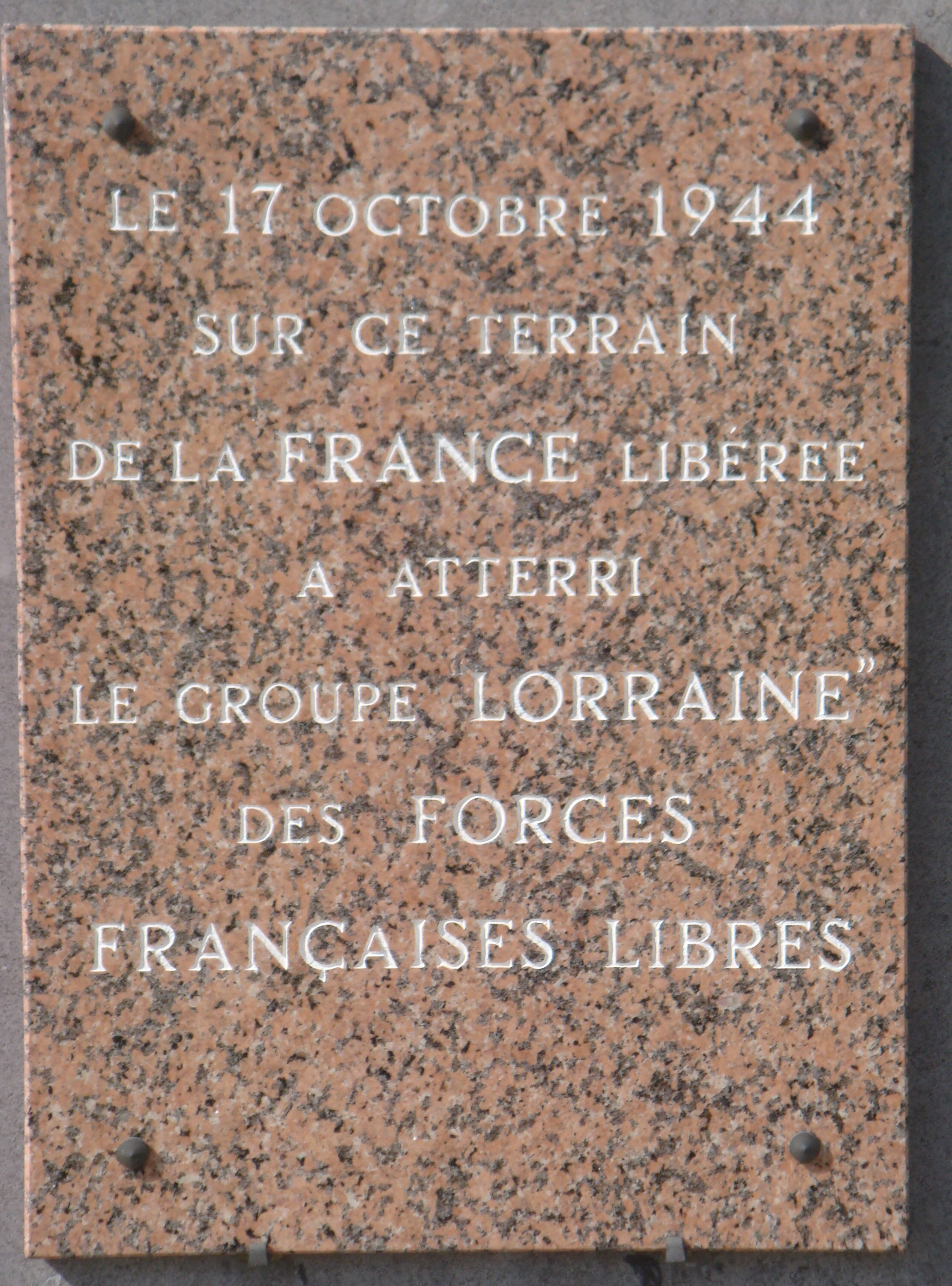
Troisième vue du monument.

## Personnalités ayant servi au Groupe Lorraine

### Compagnons de la Libération
- Émile Allegret (1907-1990), pilote ;
- Jean Astier de Villatte (1900-1985), chef du groupe de novembre 1940 à septembre 1941 ;
- Jacques Ballet (1908-2000), officier observateur ;
- Bernard Barberon (1916-1982), pilote ;
- René Bauden (1918-2011), mitrailleur ;
- Pierre-Louis Bourgoin (1907-1970), chef de l'élément terrestre ;
- Pol Charbonneaux (1909-1954), pilote ;
- Édouard Corniglion-Molinier (1898-1963), chef du groupe d'octobre à décembre 1941 ;
- Robert Cunibil (1915-1999), mécanicien ;
- André Delfau (1920-1948), radio-mitrailleur ;
- Henri Drouilh (1991-1943), pilote ;
- François Dumont (1918-1997), mécanicien puis radio-mitrailleur ;
- Yves Ezanno (1912-1996), pilote ;
- Louis Flury-Hérard (1898-1941), observateur ;
- Michel Fourquet (1914-1992), chef du groupe de décembre 1943 à novembre 1944 ;
- Roger Furst (1912-1972), radiomitrailleur ;
- Jean-Louis Garot (1916-1990), pilote, chef du groupe de 1945 à 1947 ;
- Romain Gary (1914-1980), officier observateur ;
- René Gatissou (1915-2012), chef mécanicien ;
- Alexandre Gins (1911-1973), pilote ;
- Jean de Goujon de Thuisy (1915-1944), pilote ;
- François Goussault (1909-1984), pilote ;
- Georges Goychman (1914-1981), officier observateur et navigateur ;
- Gaston Guigonis (1913-1994), navigateur ;
- Georges Grasset (1910-1998), pilote ;
- Paul Ibos (1919-2015), officier observateur puis navigateur. Dernier survivant des Compagnons de la Libération du groupe.
- Edmond Jean (1919-2003), mécanicien et mitrailleur ;
- Yves Lagatu (1914-1987), radio-mitrailleur puis mitrailleur ;
- Gustave Lager (1913-1995), pilote ;
- Arnaud Langer (1919-1955), pilote ;
- Marcel Langer (1917-1990), pilote ;
- Pierre Louis-Dreyfus (1908-2011), mitrailleur ;
- Yves Lucchesi (1915-1947), pilote ;
- Jean Mahé (1917-1946), pilote ;
- Pierre de Maismont (1911-1944), pilote ;
- Louis Masquelier (1898-1961), mitrailleur ;
- Jean-Bernard Ney (1921-2003), navigateur ;
- Raymond Pétain (1917-1943), navigateur ;
- Charles Félix Pijeaud (1904-1942), chef du groupe en décembre 1941 ;
- Joseph Pouliquen (1897-1988), chef du groupe de janvier à avril 1942 ;
- Henry de Rancourt de Mimérand (1910-1992), chef du groupe d'avril à décembre 1943 ;
- Louis Ricardou (1910-1944), mitrailleur ;
- Henri Romanetti (1909-1944), mitrailleur mécanicien ;
- Paul-Jean Roquère (1916-1943), observateur ;
- Raymond Roques (1914-1943), pilote ;
- Antoine Rousselot (1919-1999), pilote ;
- François Rozoy (1918-1987), observateur puis pilote ;
- Xavier de Scitivaux (1910-1978), pilote ;
- François Sommer (1904-1973), navigateur :
- Jacques Soufflet (1912-1990), chef du groupe de novembre 1944 à février 1945 ;
- Henri Soulat (1918-1989), radio-mitrailleur ;
- Roger Speich (1910-1984), pilote ;
- Jacques de Stadieu (1914-2021), officier observateur ;
- Pierre Tassin de Saint-Péreuse (1910-1995), chef du groupe de décembre 1941 à janvier 1942 ;
- Raymond Tournier (1916-1998), observateur.

### Autres personnalités
- Jean-Annet d'Astier de La Vigerie (1920-1976) ;
- René Billottet (1925-2020), dernier survivant du groupe[15],[16] ;
- Charles Christienne (1920-1989), navigateur ;
- Pierre Dac (1893-1975), membre honoraire civil[17] ;
- Fernand Devin (1913-1941), radio-mitrailleur ;
- Charles Feuvrier (1915-1997), pilote ;
- Marcel Florein (1914-1973), pilote ;
- Lionel de Marmier (1897-1944), fondateur du groupe ;
- Francis Melville-Lynch (1917-1989), pilote ;
- Pierre Mendès France (1907-1982), navigateur ;
- Jean de Pange (1917-1999), pilote.